# Scopula euchroa
Scopula euchroa là một loài bướm đêm trong họ Geometridae.